# Polydius heydeni grandis
Polydius heydeni grandis é uma subespécie de insetos coleópteros polífagos pertencente à família Curculionidae.
A autoridade científica da subespécie é Stierlin, tendo sido descrita no ano de 1887.
Trata-se de uma subespécie presente no território português.